# Hyalurga whiteleyi
Hyalurga whiteleyi là một loài bướm đêm thuộc phân họ Arctiinae, họ Erebidae.